# Jānis Zirnis (funkcjonariusz)
Jānis Zirnis (ros. Ян Петрович Зирнис, ur. w czerwcu 1894 w ujeździe wolmarskim w guberni inflanckiej, zm. 26 lutego 1939 w Moskwie) – łotewski działacz komunistyczny, funkcjonariusz radzieckich organów bezpieczeństwa, komisarz bezpieczeństwa państwowego III rangi.

## Życiorys
Od czerwca 1911 należał do SDPRR(b), był członkiem organizacji partyjnej w Rydze, 1914 został aresztowany i zesłany do Kraju Narymskiego (obecnie obwód tomski) do grudnia 1916, gdy został wcielony do rosyjskiej armii (do lutego 1917). 
Od czerwca 1917 do lutego 1918 przewodniczący komitetu wykonawczego rady miejskiej i powiatowej w Wolmarze (obecnie Valmiera), od lutego do maja 1918 w Tomsku, od maja do sierpnia 1918 prowadził działalność w guberni pskowskiej po linii łotewskiej sekcji KC RKP(b), od sierpnia do grudnia 1918 instruktor wydziału Czeki przy Radzie Komisarzy Ludowych Rosyjskiej FSRR. Od grudnia 1918 do 1919 w działalności podziemnej na Łotwie (w Rydze i Wolmarze), 1919 aresztowany i zwolniony, w kwietniu-maju 1919 sekretarz powiatowego komitetu RKP(b) w Wolmarze i przewodniczący komitetu wykonawczego rady powiatowej w Wolmarze, od maja 1919 w Armii Czerwonej, żołnierz pułku specjalnego 15 Armii, od sierpnia 1919 do września 1920 szef Wydziału Specjalnego Czeki 11 Dywizji Strzeleckiej. Od września 1920 do lutego 1921 zastępca szefa Wydziału Specjalnego Czeki 15 Armii i szef Wydziału Informacyjnego Wydziału Specjalnego Czeki 5 Dywizji Strzeleckiej 16 Armii, od lutego 1921 do listopada 1922 szef Wydziału Specjalnego Czeki/GPU 27 Dywizji Strzeleckiej, od listopada 1922 do marca 1923 szef 1 Połockiego Oddziału Pogranicznego GPU, od kwietnia 1923 do marca 1924 szef sekcji tajno-operacyjnej i zastępca szefa gubernialnego oddziału GPU w Witebsku, a od marca 1924 do stycznia 1926 na analogicznym stanowisku w Smoleńsku. Od 28 stycznia 1926 tymczasowy p.o. szefa Wydziału Specjalnego GPU Zachodniego Okręgu Wojskowego i p.o. szefa, później do 1 maja 1929 szef gubernialnego oddziału GPU w Smoleńsku i szef Wydziału Specjalnego GPU Zachodniego Okręgu Wojskowego, od 5 maja 1929 do 16 sierpnia 1930 szef Zarządu Tajno-Operacyjnego Pełnomocnego Przedstawicielstwa OGPU w Białoruskim Okręgu Wojskowym. Od 16 sierpnia 1930 do 10 lipca 1934 zastępca pełnomocnego przedstawiciela OGPU w Białoruskim Okręgu Wojskowym, od 15 lipca 1934 do 28 listopada 1936 szef Zarządu NKWD Kraju Wschodniosyberyjskiego (1937 podzielonego na obwód irkucki i obwód czytyjski), od 29 listopada 1935 komisarz bezpieczeństwa państwowego III rangi. Od 10 czerwca 1935 do 28 listopada 1936 szef Wydziału Specjalnego Głównego Zarządu Bezpieczeństwa Państwowego Zabajkalskiego Okręgu Wojskowego, od 11 lutego do 1 sierpnia 1938 zastępca szefa Głównego Zarządu Dróg Szosowych NKWD ZSRR. 
1 sierpnia 1938 aresztowany, 26 lutego 1939 skazany przez Kolegium Wojskowe Sądu Najwyższego ZSRR na śmierć i stracony.

## Odznaczenia
- Order Czerwonego Sztandaru (dwukrotnie - 1927 i 20 grudnia 1932)
- Order Czerwonej Gwiazdy (16 lutego 1936)
- Odznaka "Honorowy Funkcjonariusz Czeki/GPU (V)" (1930)
- Odznaka "Honorowy Funkcjonariusz Czeki/GPU (XV)" (20 grudnia 1932)